# Беркана

Беркана

Беркана (англ. Berkana) — вісімнадцята руна германського Старшого (першого) Футарка. Відповідає кириличній літері Б і латиничній B. Назва руни означає «береза» і відповідає богині берез Берті.
Пряме примордиальне значення: народження, загальний достаток. Розумове, фізичне і духовне зростання, звільнення. Регенеративна влада (потужність) і світло весни, відновлення, обіцянка нових починань, нового зростання. Пробудження бажання. Любовна інтрига або нове народження. Процвітання кампанії чи справи.
Протилежне до нього примордіальне значення: проблеми сім'ї або внутрішні неприємності. Занепокоєння про когось рідного. Необережність, відмова, втрата контролю(управління). Викривлення свідомості, обман, безплідність, застій.